# 颤绿菌科
颤绿菌科 （学名：Oscillochloridaceae）为颤绿菌目的一科细菌。此科的模式属为颤绿菌属(Oscillochloris)。

## 下级分类
本科包括以下属：
- 绿丝菌属 Chloronema Dubinina and Gorlenko, 1975
- 颤绿菌属 Oscillochloris Gorlenko and Pivovarova, 1989